# 隅田八幡宮古墳
隅田八幡宮古墳（すだはちまんぐうこふん、隅田八幡塚古墳）は、和歌山県橋本市隅田町にある古墳。形状は円墳。橋本市指定史跡に指定されている（指定名称は「隅田八幡塚古墳」）。

## 概要
和歌山県北部、紀の川中流北岸の段丘上（標高約130メートル）に築造された古墳である。現在は東約100メートルに隅田八幡神社が所在する。1972年（昭和47年）に実測調査が実施されている。
墳丘の周囲は流失しているが、元々の墳形は円形と見られ、直径約16メートル・高さ約5.5メートルを測る。埋葬施設は両袖式の横穴式石室で、南東方向に開口する。緑泥片岩の切石を使用した直方体状の整美な石室で、構築に際してはL字形組み合わせ・繰り込み石挿入による精巧な技術が認められる。石室内の副葬品は詳らかでない。
築造時期は、古墳時代終末期の7世紀代と推定される。和歌山県では岩内1号墳（御坊市）とともに数少ない切石積みの石室を有する点で重要視される古墳になる。
古墳域は1968年（昭和43年）に橋本市指定史跡に指定されている（指定名称は「隅田八幡塚古墳」）。

## 遺跡歴
- 江戸時代後期、『紀伊続風土記』霜山城跡の項に「岩屋」として記載。
- 1968年（昭和43年）5月28日、橋本市指定史跡に指定（指定名称は「隅田八幡塚古墳」）。
- 1972年（昭和47年）、実測調査（西山要一・松田正昭・久貝健）[1]。

## 埋葬施設

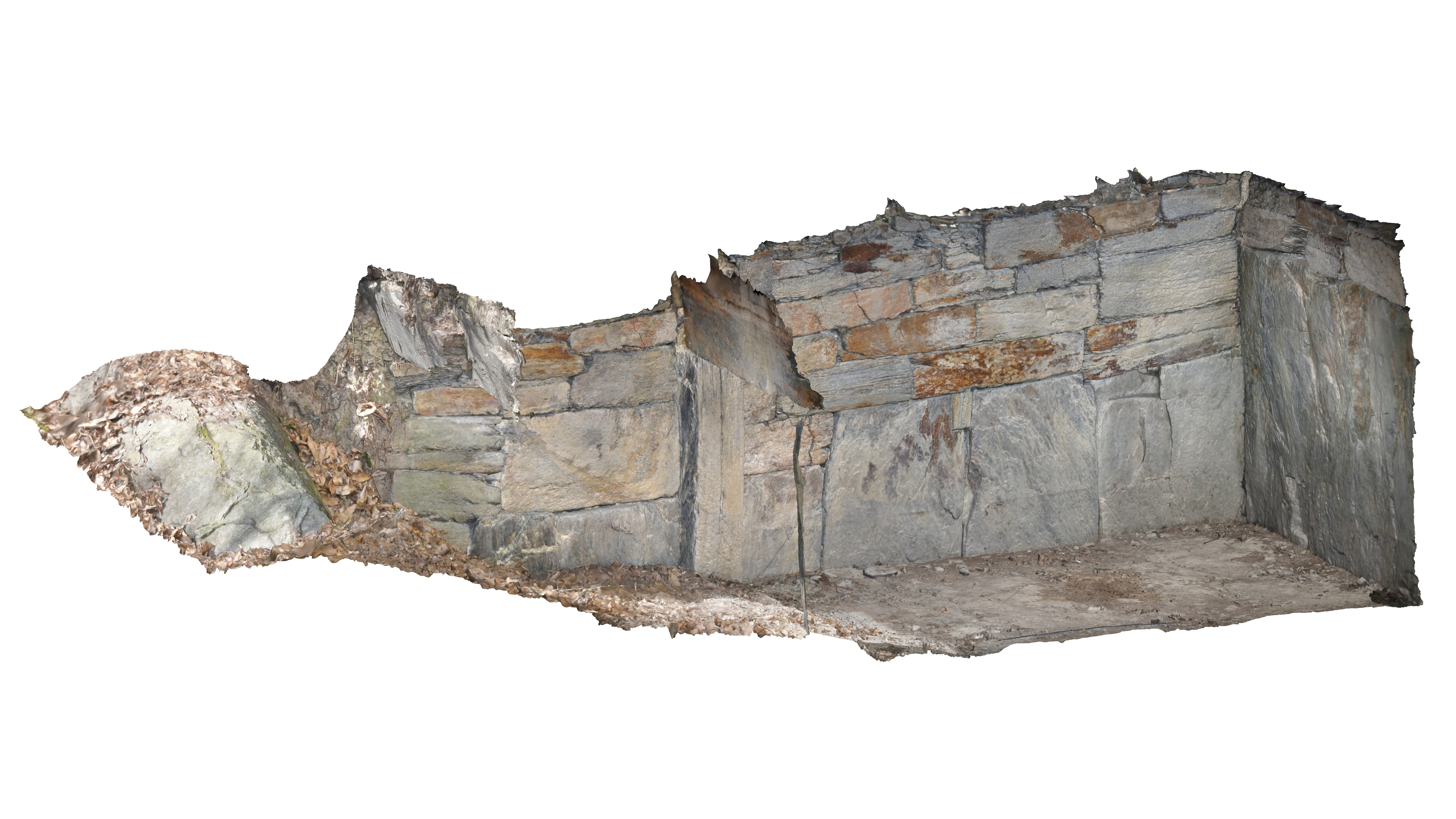
石室俯瞰図

石室展開図

埋葬施設としては両袖式横穴式石室が構築されており、南東方向に開口する。石室の規模は次の通り。
- 玄室：長さ約3.3メートル、幅約1.7メートル、高さ1.7メートル
- 玄門：幅約1.3メートル、高さ約1.5メートル
- 羨道：現存長さ約1.5メートル

石室の石材は緑泥片岩。玄室の奥壁では、高さ1.3メートルの巨石1枚の上に切石5個を積む。側壁は1段目に大石を据え、その上に切石を4・5段垂直に隙間なく積む。石室の構築に際しては、L字形組み合わせ・繰り込み石挿入による精巧な技術が用いられ、一部に漆喰の塗布が認められる。また床面には、かつて一面に6-10センチメートルの石が敷かれていたという。天井石は、玄室では3枚、羨道では2枚。石室前には、閉塞石と見られる巨石が残る。石室は古くから開口していたとみられ、副葬品は詳らかでない。

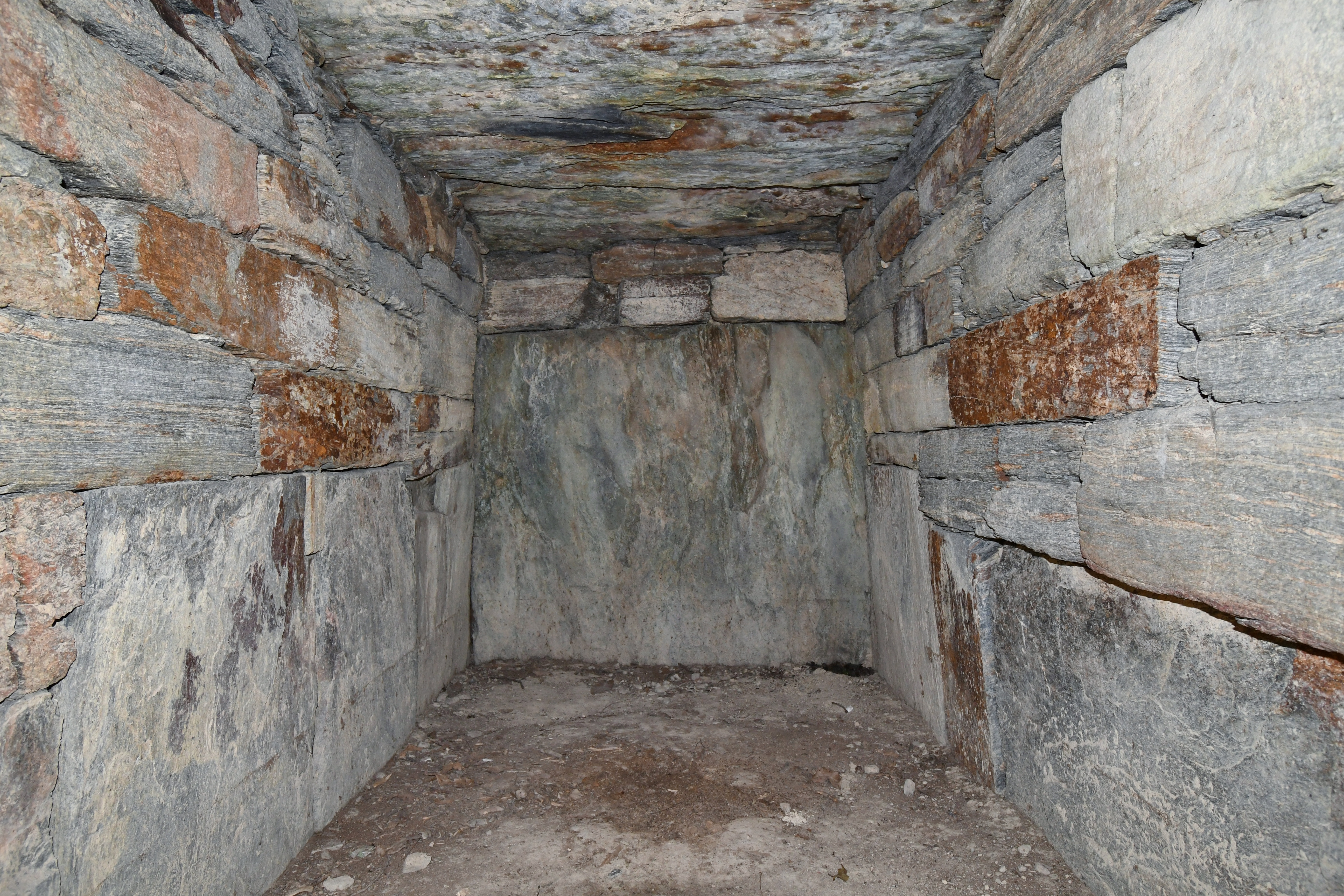
玄室（奥壁方向）
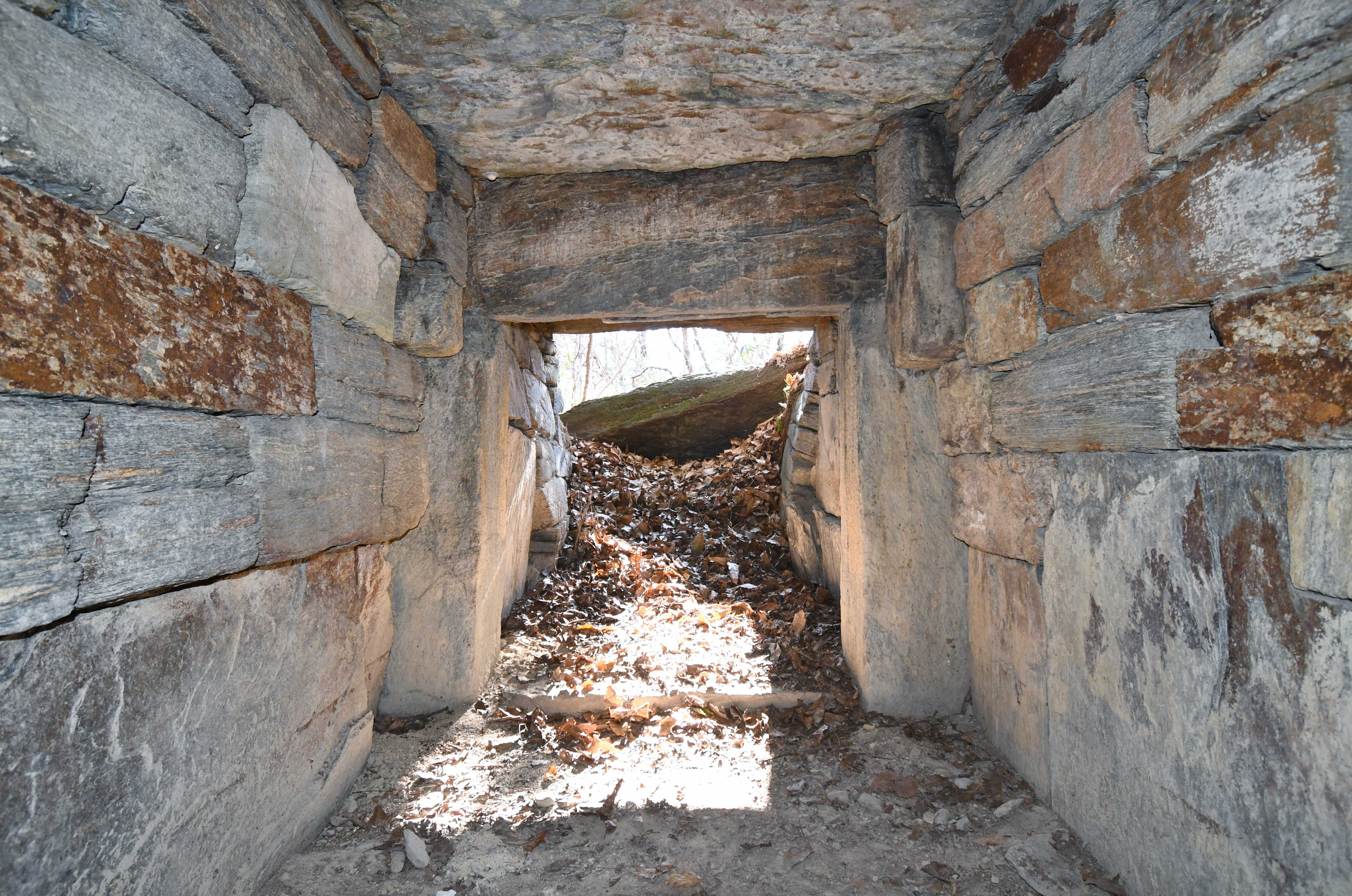
玄室（開口部方向）
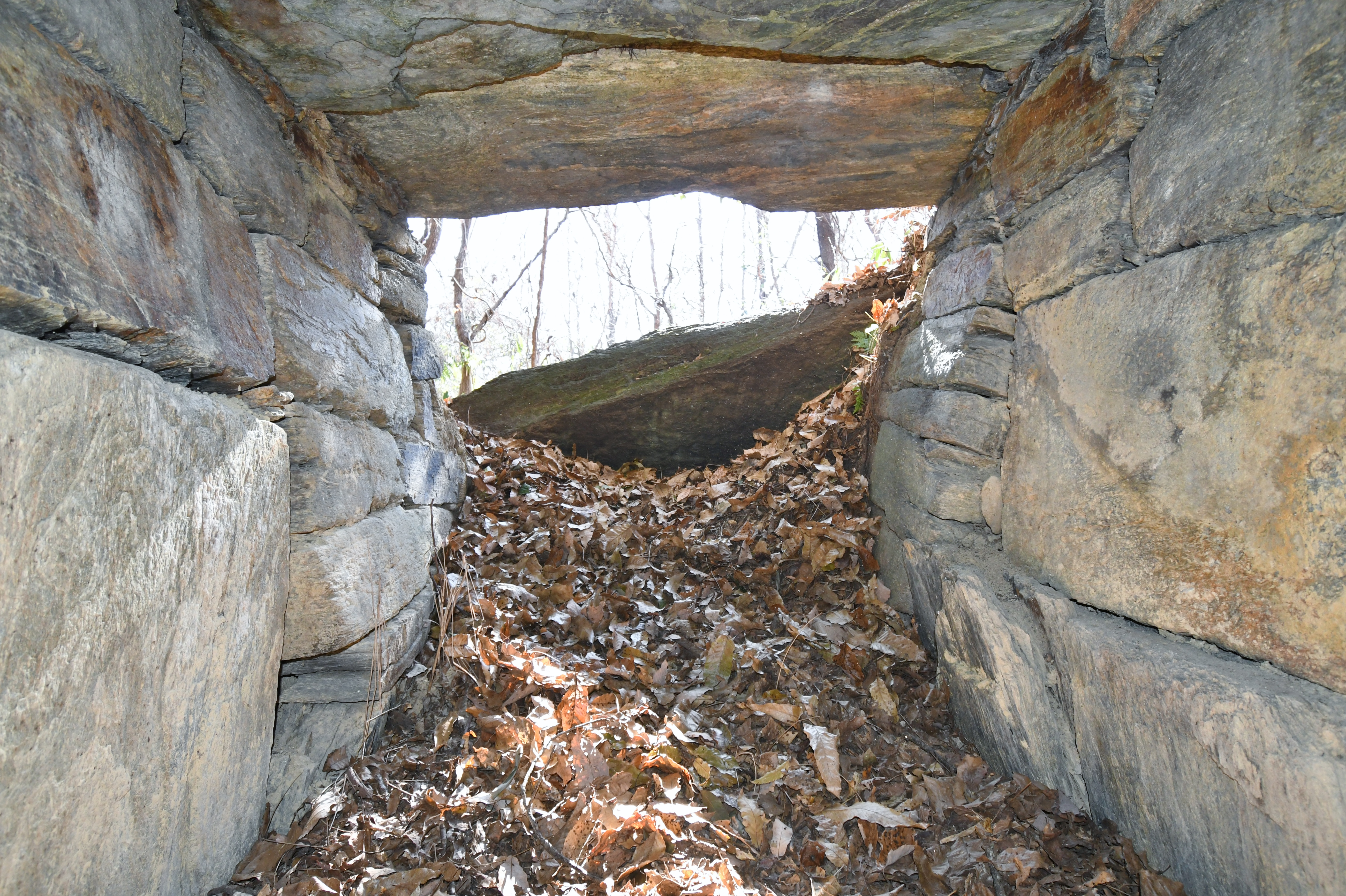
羨道（開口部方向）
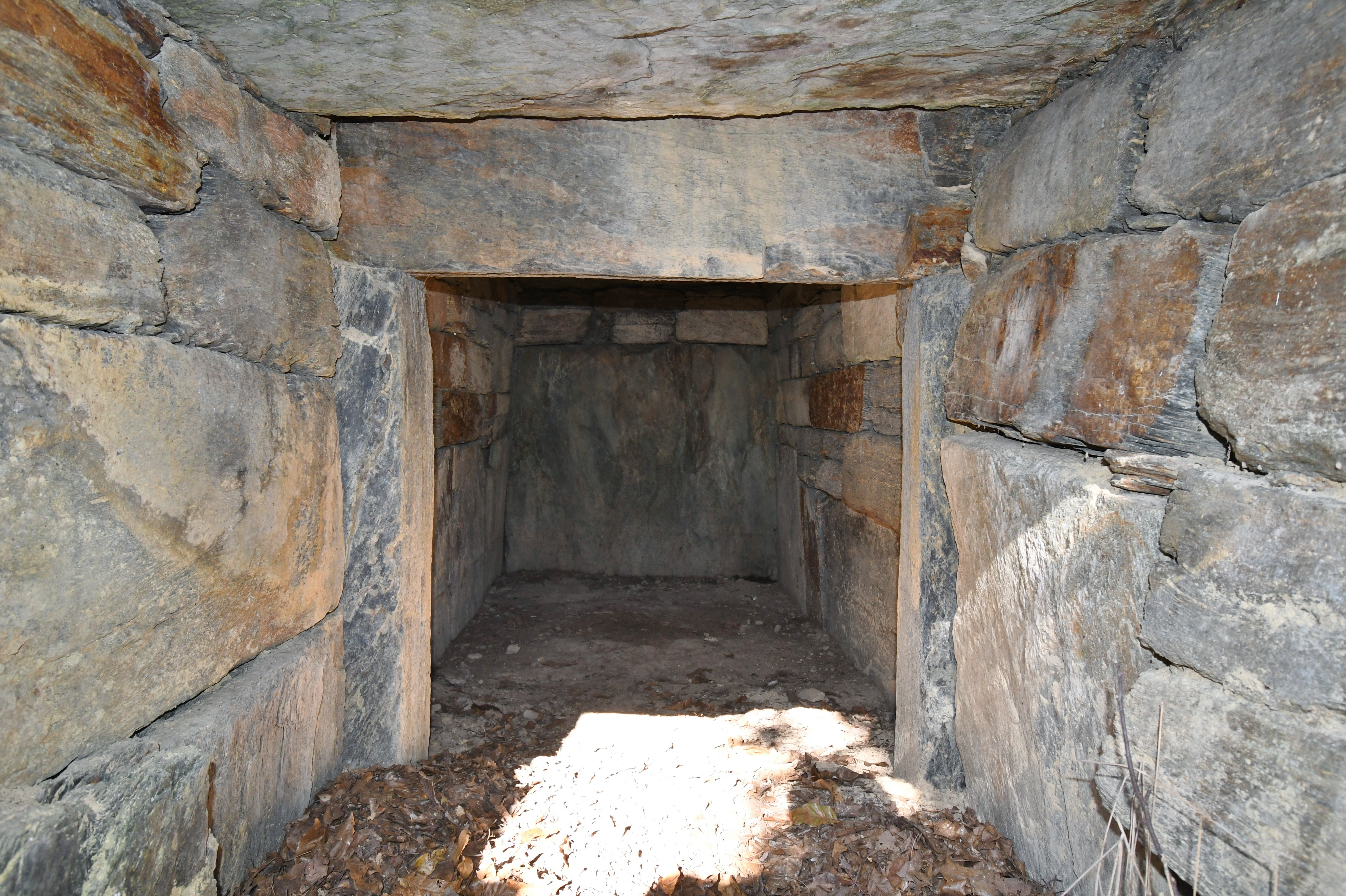
羨道（玄室方向）
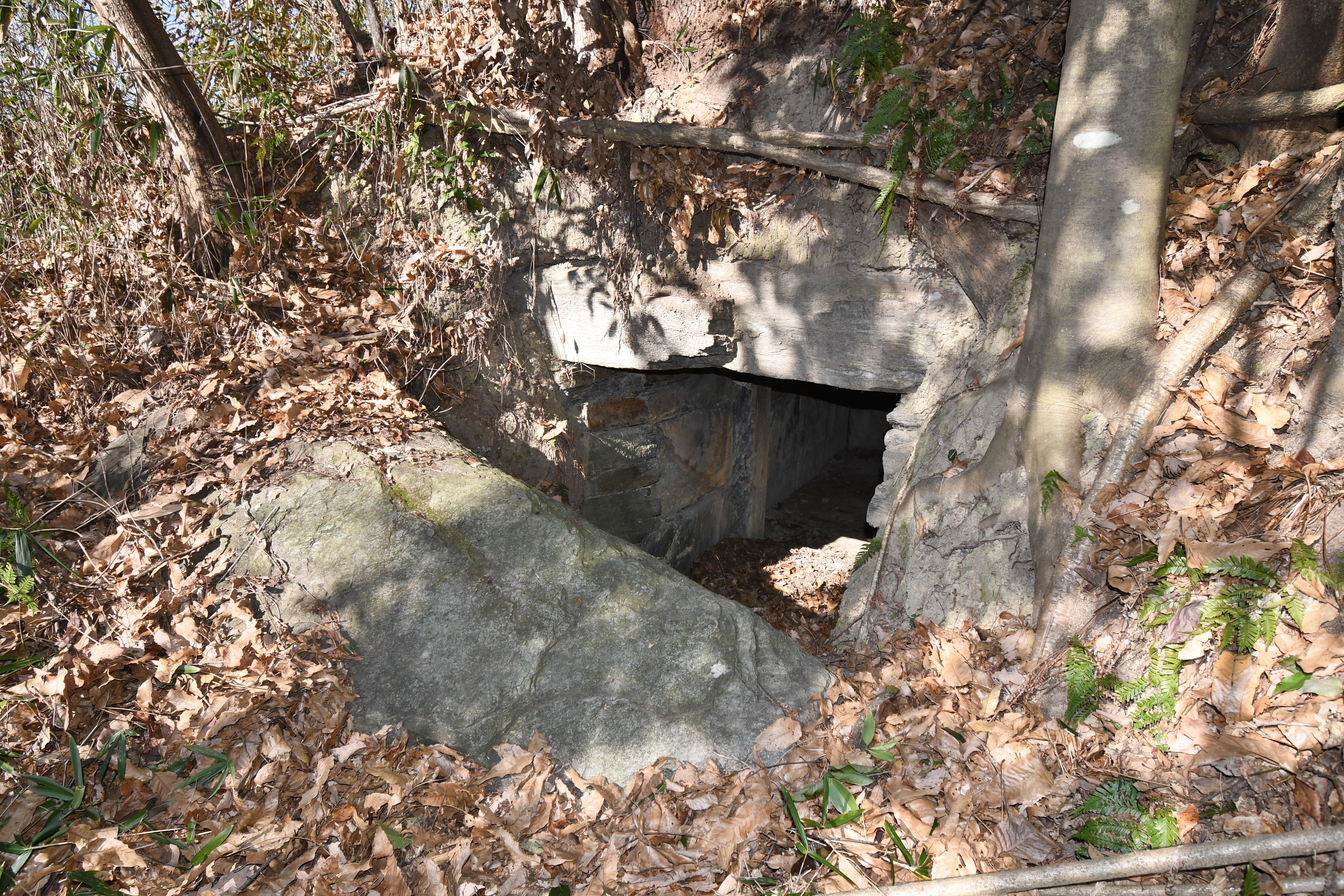
開口部
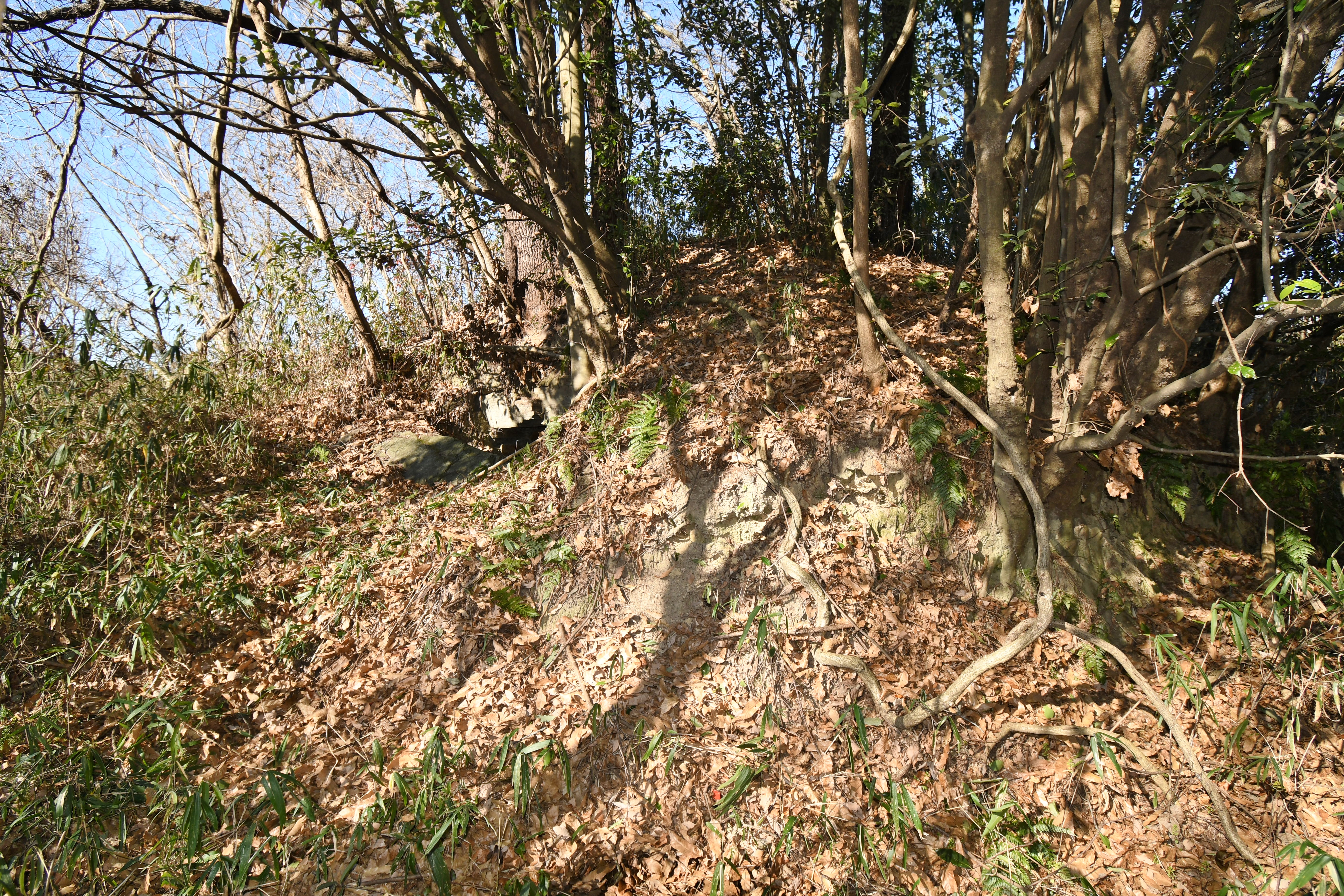
墳丘

## 文化財

### 橋本市指定文化財
- 史跡
  - 隅田八幡塚古墳 - 1968年（昭和43年）5月28日指定。